# Xenylla martynovae
Xenylla martynovae är en urinsektsart som beskrevs av Dunger 1983. Xenylla martynovae ingår i släktet Xenylla och familjen Hypogastruridae. Inga underarter finns listade i Catalogue of Life.